# TT126
La tombe thébaine TT 126 est située à Cheikh Abd el-Gournah, dans la nécropole thébaine, sur la rive ouest du Nil, face à Louxor en Égypte.
C'est la sépulture de Hormosé (Ḥr-ms), commandant en chef des troupes du domaine d'Amon, datant peut-être d'une période saïte.